# Buchlicze
Buchlicze (biał. Бухлічы; ros. Бухличи) – wieś na Białorusi, w obwodzie brzeskim, w rejonie stolińskim, w sielsowiecie Rzeczyca, nad Horyniem i przy granicy z Ukrainą.
Znajdują tu się parafialna cerkiew prawosławna pw. Narodzenia Matki Bożej, a także przystanek kolejowy Buchlicze, położony na linii Równe – Baranowicze – Wilno. Jest to ostatni punkt zatrzymywania się pociągów przed granicą z Ukrainą. Przed II wojną światową była to stacja kolejowa.

## Historia
W dwudziestoleciu międzywojennym leżały w Polsce, w województwie poleskim, w powiecie stolińskim, do 18 kwietnia 1928 gminie Terebieżów, następnie w gminie Stolin. Po II wojnie światowej w granicach Związku Sowieckiego. Od 1991 w niepodległej Białorusi.